# Spenglerův pohár 2024
Spenglerův pohár 2024 byl 96. ročníkem turnaje hokejových klubů, který se konal od 26. do 31. prosince 2024 ve švýcarském Davosu na Eisstadion Davos. Zúčastnilo se jej šest celků (pět evropských klubů a výběr Kanady složený z hokejistů hrajících v evropských ligách), které byly rozděleny do dvou skupin po třech. Jedna byla pojmenovaná po Richardu Torrianim, druhá po Hansi Cattinim. 

## Účastníci turnaje
- HC Davos (hostitel)
- Fribourg-Gottéron
- HC Dynamo Pardubice
- Tým Kanady
- Straubing Tigers
- Kärpät

## Zápasy
Všechny časy zápasů jsou uvedeny ve středoevropském čase (SEČ).

### Skupinová fáze
| Vysvětlivky           |
| --------------------- |
| Postup do semifinále  |
| Postup do čtvrtfinále |

#### Torrianihoskupina
| Poř. | Tým                 | Z | V | VP | PP | P | VG | OG | B |
| ---- | ------------------- | - | - | -- | -- | - | -- | -- | - |
| 1.   | Fribourg-Gottéron   | 2 | 1 | 0  | 1  | 0 | 8  | 7  | 4 |
| 2.   | HC Dynamo Pardubice | 2 | 0 | 1  | 1  | 0 | 5  | 5  | 3 |
| 3.   | Kärpät              | 2 | 0 | 1  | 0  | 1 | 7  | 8  | 2 |

| 26. prosince 2024 15:10 | Fribourg-Gottéron | 2 : 3 SN (0:2, 0:0, 2:0 – 0:0 – 0:1) | HC Dynamo Pardubice | Eisstadion Davos, Davos Návštěvnost: 6 267 |  |

| Report                                                                 |                                                                        |                                        |                                                                 |  |
| Reto Berra                                                             | Reto Berra                                                             | Brankáři                               | Roman Will (od 51. minuty Tomáš Vomáčka)                        |  |
| Rathgeb (de la Rose, Sörensen) 50:00' Gunderson (Vey, Bertschy) 50:54' | Rathgeb (de la Rose, Sörensen) 50:00' Gunderson (Vey, Bertschy) 50:54' | 0:1 0:2 1:2 2:2 Samostatné nájezdy 0:1 | 09:07' Radil (Musil) 12:47' Rákos (Dvořák, Pochobradský) Sedlák |  |
| 23 min                                                                 | 23 min                                                                 | Tresty                                 | 31 min                                                          |  |
| 34                                                                     | 34                                                                     | Střely                                 | 21                                                              |  |

| 27. prosince 2024 15:10 | Kärpät | 4 : 6 (3:2, 0:2, 1:2) | Fribourg-Gottéron | Eisstadion Davos, Davos |  |

| Report | |                                         | |  |
| Niclas Westerholm | Niclas Westerholm | Brankáři                                | Lioc Galley |  |
| Mäenalanen (Rueschhoff) 02:10' Gardiner (Mašín, Melnick) 06:35' Juusola (Gardiner, Melnick) 15:58' Virta (Turunen) 51:22' | Mäenalanen (Rueschhoff) 02:10' Gardiner (Mašín, Melnick) 06:35' Juusola (Gardiner, Melnick) 15:58' Virta (Turunen) 51:22' | 1:0 1:1 2:1 2:2 3:2 3:3 3:4 3:5 4:5 4:6 | 06:58' Brennan (Sörensen, Marchon) 10:49' Sutter (Sörensen, de la Rose) 26:35' Nicolet (Audette, Krištof) 33:31' Jecker 45:07' de la Rose 58:25' Lilja (Bertschy, do prázdné branky) |  |
| 4 min | 4 min | Tresty                                  | 27 min |  |
| 25 | 25 | Střely                                  | 20 |  |

| 28. prosince 2024 15:10 | HC Dynamo Pardubice | 2 : 3 PP (1:1, 0:0, 1:1 – 0:1) | Kärpät | Eisstadion Davos, Davos |  |

| Report                                             |                                                    |                     | |  |
| Tomáš Vomáčka                                      | Tomáš Vomáčka                                      | Brankáři            | Tomi Karhunen                                                                                      |  |
| Kaut (Sedlák) 07:03' Musil (Mandát, Sedlák) 56:01' | Kaut (Sedlák) 07:03' Musil (Mandát, Sedlák) 56:01' | 0:1 1:1 1:2 2:2 2:3 | 02:41' Virta (Tardif, Melnick) 54:35' Turunen (Kovařčík, Koivisto) 63:24' Gardiner (Tardif, Mašín) |  |
| 31 min                                             | 31 min                                             | Tresty              | 6 min                                                                                              |  |
| 35                                                 | 35                                                 | Střely              | 30                                                                                                 |  |

#### Cattinihoskupina
| Poř. | Tým              | Z | V | VP | PP | P | VG | OG | B |
| ---- | ---------------- | - | - | -- | -- | - | -- | -- | - |
| 1.   | Tým Kanady       | 2 | 2 | 0  | 0  | 0 | 12 | 5  | 6 |
| 2.   | HC Davos         | 2 | 1 | 0  | 0  | 1 | 7  | 6  | 3 |
| 3.   | Straubing Tigers | 2 | 0 | 0  | 0  | 2 | 3  | 11 | 0 |

| 26. prosince 2024 20:15 | HC Davos | 2 : 6 (1:2, 1:3, 0:1) | Tým Kanady | Eisstadion Davos, Davos Návštěvnost: 6 267 |  |

| Report                                                               |                                                                      |                                 | |  |
| Sandro Aeschlimann                                                   | Sandro Aeschlimann                                                   | Brankáři                        | Colton Ellis |  |
| Palve (Zadina, Kessler) 08:05' Zadina (Tambellini, Lennström) 29:34' | Palve (Zadina, Kessler) 08:05' Zadina (Tambellini, Lennström) 29:34' | 1:0 1:1 1:2 2:2 2:3 2:4 2:5 2:6 | 10:03' Hazen 12:34' Carr (Aspirot, Gagner) 30:43' Hudon (Maillet, Hazen) 32:53' Shaw (Hollowell, Seney) 38:00' Hudon (Hazen) 51:26' Fritz (Jooris, Seney) |  |
| 4 min                                                                | 4 min                                                                | Tresty                          | 8 min |  |
| 27                                                                   | 27                                                                   | Střely                          | 27 |  |

| 27. prosince 2024 20:15 | Straubing Tigers | 0 : 5 (0:0, 0:1, 0:4) | HC Davos | Eisstadion Davos, Davos |  |

| Report        |               |                     | |  |
| Zane McIntyre | Zane McIntyre | Brankáři            | Luca Hollenstein |  |
|               |               | 0:1 0:2 0:3 0:4 0:5 | 27:47' Andersson (Zadina, Kessler) 46:20' Tambellini (Frehner, Honka) 51:53' Kessler (Zadina, Honka) 53:15' Frehner (Tambellini) 55:30' Lemieux (Stránský) |  |
| 12 min        | 12 min        | Tresty              | 10 min |  |
| 35            | 35            | Střely              | 28 |  |

| 28. prosince 2024 20:15 | Tým Kanady | 6 : 3 (1:1, 2:1, 3:1) | Straubing Tigers | Eisstadion Davos, Davos |  |

| Report | |                                     |                                                                                                  |  |
| Colton Ellis | Colton Ellis | Brankáři                            | Florian Bugl                                                                                     |  |
| Carr (Bowey, Jooris) 04:33' Shaw (McKenzie, Seney) 21:10' Shaw (Hudon, Hollowell) 36:17' Bowey (Hudon, Hazen) 40:48' Hoefenmayer (Maillet, Gregoire) 51:43' Hazen (Irwin) 52:56' | Carr (Bowey, Jooris) 04:33' Shaw (McKenzie, Seney) 21:10' Shaw (Hudon, Hollowell) 36:17' Bowey (Hudon, Hazen) 40:48' Hoefenmayer (Maillet, Gregoire) 51:43' Hazen (Irwin) 52:56' | 1:0 1:1 2:1 2:2 3:2 4:2 4:3 5:3 6:3 | 07:08' Brandt (Samanski, Lipon) 29:15' St. Denis (Leier, Green) 48:37' Hede (Brandt, Samuelsson) |  |
| 16 min | 16 min | Tresty                              | 10 min                                                                                           |  |
| 28 | 28 | Střely                              | 20                                                                                               |  |

### Vyřazovací fáze

#### Čtvrtfinále
| 29. prosince 2024 15:10 | HC Dynamo Pardubice | 2 : 4 (1:1, 1:0, 0:3) | Straubing Tigers | Eisstadion Davos, Davos |  |

| Report                                                        |                                                               |                         |                                                                                                  |  |
| Roman Will                                                    | Roman Will                                                    | Brankáři                | Zane McIntyre                                                                                    |  |
| Rákos (Kousal, Čerešňák) 17:50' Kelemen (Sedlák, Kaut) 22:53' | Rákos (Kousal, Čerešňák) 17:50' Kelemen (Sedlák, Kaut) 22:53' | 0:1 1:1 2:1 2:2 2:3 2:4 | 12:41' Connolly 47:22' Braun (Brandt, Connolly) 56:22' Samuelsson (Hede, Brandt) 56:48' Samanski |  |
| 10 min                                                        | 10 min                                                        | Tresty                  | 10 min                                                                                           |  |
| 35                                                            | 35                                                            | Střely                  | 21                                                                                               |  |

| 29. prosince 2023 20:15 | HC Davos | 4 : 3 (1:0, 3:2, 0:1) | Kärpät | Eisstadion Davos, Davos |  |

| Report | |                             |                                                                                                |  |
| Luca Hollenstein | Luca Hollenstein | Brankáři                    | Tomi Karhunen                                                                                  |  |
| Tambellini (Corvi, Lennström) 01:28' Knak (Ambühl, Egli) 22:19' Palve (Kessler) 24:56' Corvi (Tambellini, Lennström) 28:40' | Tambellini (Corvi, Lennström) 01:28' Knak (Ambühl, Egli) 22:19' Palve (Kessler) 24:56' Corvi (Tambellini, Lennström) 28:40' | 1:0 2:0 3:0 3:1 4:1 4:2 4:3 | 27:53' Hermonen (Mäenalanen) 39:26' Virta (Mäenalanen, Melnick) 47:09' Virta (Kovařčík, Pokka) |  |
| 29 min | 29 min | Tresty                      | 2 min                                                                                          |  |
| 27 | 27 | Střely                      | 35                                                                                             |  |

#### Semifinále
| 30. prosince 2024 15:10 | Tým Kanady | 2 : 4 (1:1, 1:1, 0:2) | Straubing Tigers | Eisstadion Davos, Davos |  |

| Report                                                       |                                                              |                         | |  |
| Colton Ellis                                                 | Colton Ellis                                                 | Brankáři                | Zan McIntyre |  |
| Carr (White, Jooris) 03:58' Carr (Hazen, Hoefenmayer) 25:57' | Carr (White, Jooris) 03:58' Carr (Hazen, Hoefenmayer) 25:57' | 0:1 1:1 2:1 2:2 2:3 2:4 | 03:58' Leier (St. Denis, Connolly) 31:48' Lipon (Connolly, Leonhardt) 49:04' Samanski (Lipon, Connolly) 58:13' Fleischer (Hede, Braun) |  |
| 12 min                                                       | 12 min                                                       | Tresty                  | 10 min |  |
| 32                                                           | 32                                                           | Střely                  | 44 |  |

| 30. prosince 2024 20:15 | Fribourg-Gottéron | 4 : 2 (1:2, 0:0, 3:0) | HC Davos | Eisstadion Davos, Davos |  |

| Report | |                         |                                                                       |  |
| Reto Berra | Reto Berra | Brankáři                | Sandro Aeschlimann                                                    |  |
| Vey (Wallmark, Gunderson) 06:26' Vey (Sorensen, Gunderson) 46:50' Bertschy (Walser, Marchon) 55:48' De La Rose (Wallmark, Diaz) 58:35' | Vey (Wallmark, Gunderson) 06:26' Vey (Sorensen, Gunderson) 46:50' Bertschy (Walser, Marchon) 55:48' De La Rose (Wallmark, Diaz) 58:35' | 1:0 1:1 1:2 2:2 3:2 4:2 | 17:06' Stránský (Ryfors, Barandun) 19:23' Frehner (Corvi, Tambellini) |  |
| 6 min | 6 min | Tresty                  | 18 min                                                                |  |
| 25 | 25 | Střely                  | 23                                                                    |  |

#### Finále
| 31. prosince 2024 12:10 | Straubing Tigers | 2 : 7 (1:4, 1:3, 0:0) | Fribourg-Gottéron | Eisstadion Davos, Davos |  |

| Report                                                                          |                                                                                 |                                     | |  |
| Zane McIntyre (od 25. minuty Florian Bugl)                                      | Zane McIntyre (od 25. minuty Florian Bugl)                                      | Brankáři                            | Reto Berra |  |
| Brunnhuber (McKenzie, Schönberger) 02:00' Zimmermann (Leier, Brunnhuber) 27:28' | Brunnhuber (McKenzie, Schönberger) 02:00' Zimmermann (Leier, Brunnhuber) 27:28' | 0:1 0:2 1:2 1:3 1:4 1:5 2:5 2:6 2:7 | 00:27' de la Rose (Sörensen) 01:32' Lilja (Bertschy) 03:12' Marchon (Krištof, Audette) 09:38' Bertschy (Jecker, Lilja) 24:51' Brennan (Wallmark, Sörensen) 28:36' Vey (Lilja, Bertschy) 35:32' Borgman (Krištof) |  |
| 6 min                                                                           | 6 min                                                                           | Tresty                              | 8 min |  |
| 29                                                                              | 29                                                                              | Střely                              | 34 |  |